# Suvenir Mortefontainea
Suvenir Mortefontainea ili Sjećanje na Mortefontaine (fr. Souvenir de Mortefontaine) je slavno ulje na platnu francuskog slikara Jean-Baptiste-Camille Corota, naslikano po sjećanju na Mortefontaine, maleno selo u departmanu Oise, 1864. godine. 
Slika predstavlja prizor mirnoće sa ženom i djecom koji uživaju u predivnom krajoliku s drvećem na obali zrcalnog jezera. Iako je po tematici slika realistična s romantičarskim elementima, prema novom načinu slikanja najbliža je impresionizmu. Naime, iako je precizno naslikana vidimo kako je naslikana širokim, a ne detaljnim potezima, a paleta boja joj je zamućena kao kod impresionističkih slikara. Ove odlike podsjećaju na mutne detalje krajobrazne fotografije. Doista, Corot je imao veliku kolekciju fotografija ovog mjesta koje je 1850-ih posjećivao kako bi proučavao učinke svjetla i odraze na vodi. Za razliku od mnogih njegovih slika krajolika ovo nije slika iz pravoga života nego je idealizirana slika nastala iz njegovih sjećanja (što i sam naziv slike navodi), što posebice vidimo po načinu na koje se svjetlo reflektira u vodi.
Sliku je 1864. godine izravno od Corota kupila francuska vlada za Napoleona III. Bila je izložena u dvorcu Fontainebleau 25 godina nakon čega biva premještena u Louvre 1889. godine, gdje se i danas nalazi.